# Upplands runinskrifter 1057

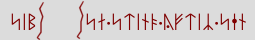
runslingan på U 1057.

Upplands runinskrifter 1057 står intill skogskanten på den nordvästra sluttningen av en kulle, ca 2km söder om Sandbro, söder om Björklinge. 
En informationstavla saknas.

## Inskriften

### Inskriften i runor[2]
ᛋᛁᛒ___ᛋᛅ᛫ᛋᛏᛁᚾᚭ᛫ᚤᚠᛏᛁᛦ᛫ᛋᛂᚾ
Translitterering av runraden:
si(b)... ... ...-sa ' stino yftiʀ ' sen
Normalisering till runsvenska:
... ... [ræi]sa stæina æftiʀ sinn/Sæinn.
Översättning till nusvenska:
... resa stenen till minne av sin ...
Williams läsning stæina innebär att Wessens läsning stæin är fel och det fanns flera stenar rest som monument. Williams också föreslog läsning av sen som mansnamn Sæinn i sin manus. Peterson anger också läsningar som Svæinn och Stæinn som passande. Längst ned begränsas ristningen med en repstav, ornament typiskt i norra Uppland: se U 287, U 887, U 894, U 907, U 910, U 919, U 1047, U 1051, U 1057. 

## Historia
Stenen är förmodligen ristad av samma runmästare som också har skapat U 1051.